# Královopolské Vážany
Královopolské Vážany (deutsch Königsfeld Waschan) ist ein Ortsteil von Rousínov in Tschechien. Er liegt anderthalb Kilometer nordwestlich von Rousínov und gehört zum Okres Vyškov.

## Geographie
Královopolské Vážany befindet sich am südlichen Fuße des Drahaner Berglandes am Rande der Vyškovská brázda (Wischauer Tor). Das Dorf liegt am Zusammenfluss der Bäche Vážanský potok und Vítovický potok. Nördlich erhebt sich die Horka (368 m). Südlich des Dorfes verläuft die Bahnstrecke Brno-Přerov, die nächste Bahnstation Rousínov liegt in zwei Kilometer Entfernung.
Nachbarorte sind Olšany und Habrovany im Norden, Tučapy im Nordosten, Komořany und Čechyně im Osten, Rousínov im Südosten, Slavíkovice im Süden, Kovalovice im Südwesten sowie Viničné Šumice und Vítovice im Westen.

## Geschichte

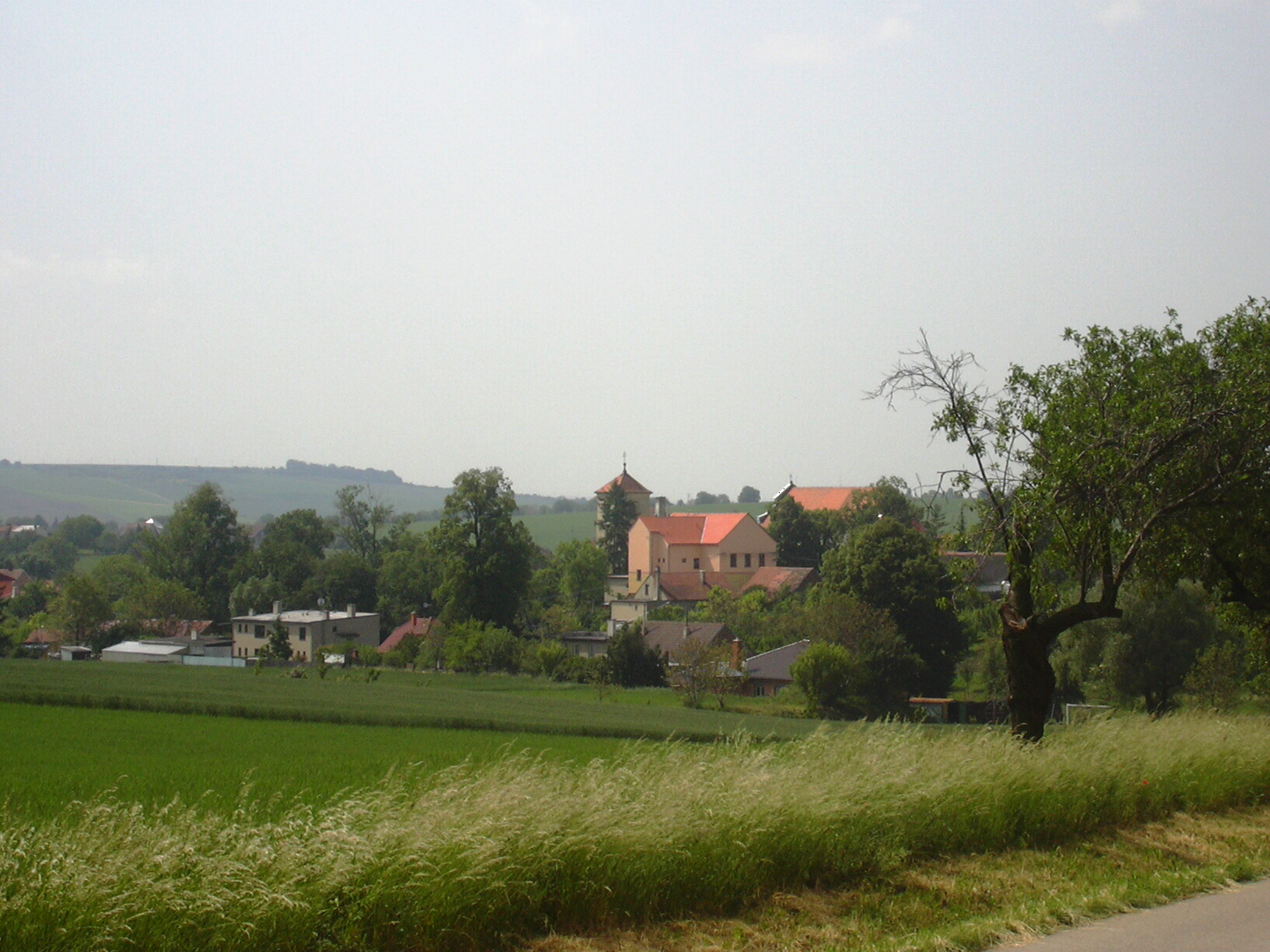
Ortsansicht

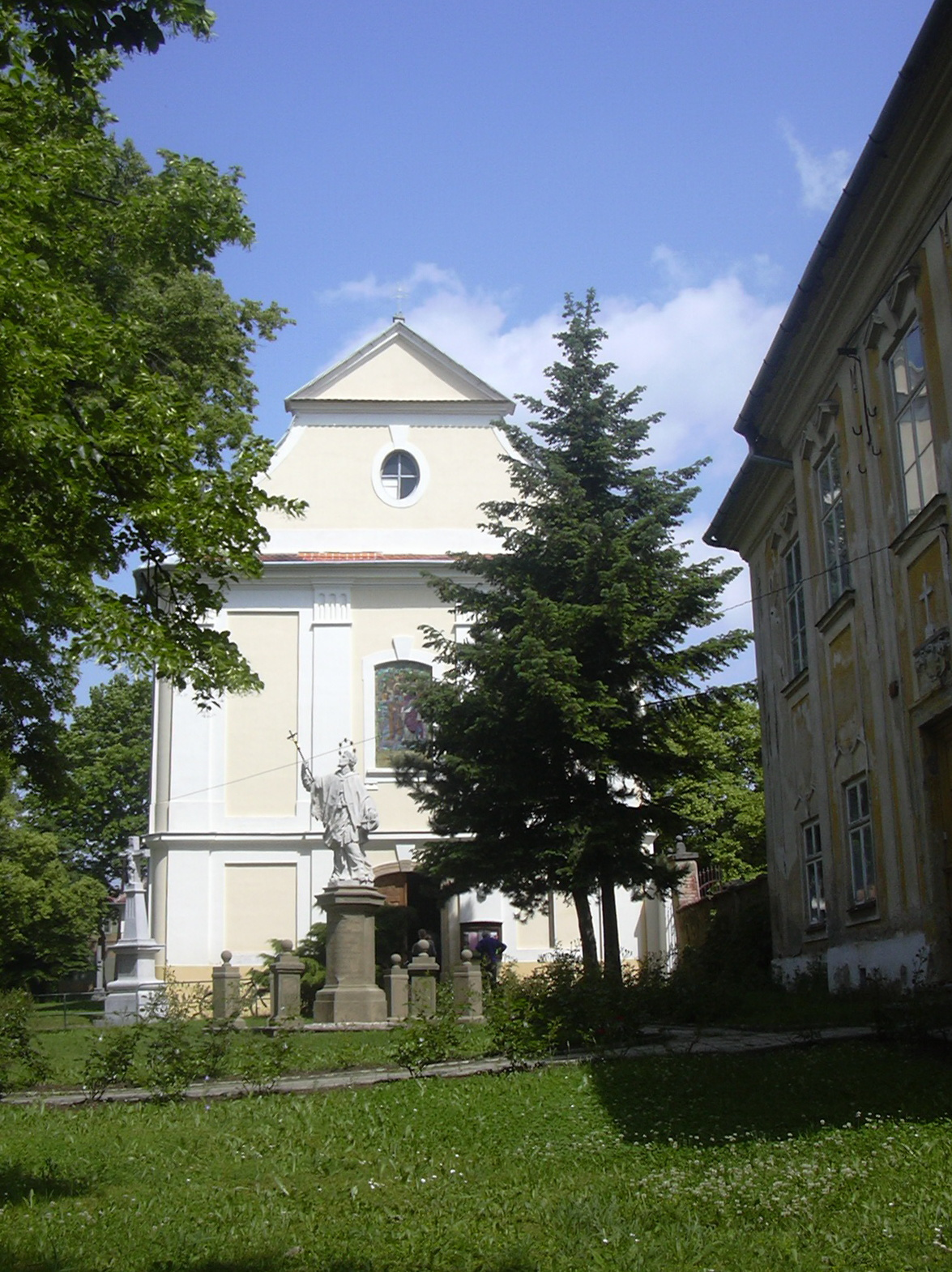
Pfarrkirche St. Philippus und Jacobus

Die erste schriftliche Erwähnung des Dorfes erfolgte im Jahre 1364 als Besitz der Brüder Aleš, Václav und Vojslav von Vážany. Wahrscheinlich bestand die Feste Vážany bereits früher und war Sitz von Edelleuten. Zu Beginn des 15. Jahrhunderts erwarb die Kartause Königsfeld in Neudorf bei Brünn die Güter. Mit Jan Dubčanský von Zdenín, der um 1512 Habrovany erworben hatte, entwickelte sich ein sehr gespanntes Verhältnis, nachdem dieser zunächst den Kartäusern den Zehnt verweigerte und schließlich deren Privilegien beschnitt und eine eigene Kirche errichten ließ. Dieses eskalierte 1528, als der Pfarrer Bartoloměj einen Mordanschlag gegen das geistige Oberhaupt der Habrowaner Brüder in Auftrag gab und in Olmütz auf dem Scheiterhaufen endete. Nach der Aufhebung der Kartause auf dem Königsfeld fielen deren Güter 1782 dem Religionsfonds zu, der die Kirche St. Philippus und Jacobus 1786 wieder zur Pfarrkirche erhob.
Nach der Aufhebung der Patrimonialherrschaften bildete Malé Važany / Wazan ab 1850 eine Gemeinde in der Bezirkshauptmannschaft Wischau. Seit 1887 führt die Gemeinde den Namen Královopolské Vážany. Im Jahre 1961 wurde Královopolské Vážany mit Vítovice zu einer Gemeinde Vážany-Vítovice vereinigt. Diese wurde mit Beginn des Jahres 1986 nach Rousínov eingemeindet.
Zur Pfarre Královopolské Vážany gehören seit eh und jeh die Dörfer Habrovany und Vítovice.

## Sehenswürdigkeiten
- spätbarocke Pfarrkirche St. Philippus und Jacobus, erbaut 1763–1768
- Glockenturm, erbaut 1828
- Pfarrhaus, errichtet 1729
- Statue des hl. Johannes von Nepomuk, geschaffen 1729